# Valeria Cabezas
Valeria Cabezas (n. 16 ianuarie 2001, Cali, Columbia) este o atletă columbiană, specializată în proba de 400 m garduri.

## Palmares
| An   | Competiție                                   | Locație                 | Loc | Eveniment     | Note           |
| ---- | -------------------------------------------- | ----------------------- | --- | ------------- | -------------- |
| 2017 | Campionatul Sud-American de Juniori          | Leonora, Guyana         | 1   | 400 m garduri | 1:00,27        |
| 2017 | Campionatul Sud-American de Juniori          | Leonora, Guyana         | 2   | 4×100 m       | 47,33          |
| 2017 | Campionatul Mondial de Juniori (sub 18)      | Nairobi, Kenya          | 6   | 400 m garduri | 1:00,80        |
| 2017 | Campionatul Sud-American de Juniori (sub 18) | Santiago, Chile         | 1   | 100 m garduri | 14,14          |
| 2017 | Campionatul Sud-American de Juniori (sub 18) | Santiago, Chile         | 1   | 400 m garduri | 1:00,7         |
| 2018 | Campionatul Sud-American de Juniori (sub 18) | Cuenca, Ecuador         | 3   | 100 m garduri | 13,99          |
| 2018 | Campionatul Sud-American de Juniori (sub 18) | Cuenca, Ecuador         | 1   | 400 m garduri | 59,64          |
| 2018 | Campionatul Mondial de Juniori               | Tampere, Finlanda       | 22  | 400 m garduri | 1:00,53        |
| 2018 | Jocurile Olimpice de Tineret                 | Buenos Aires, Argentina | 1   | 400 m garduri | 59,19 și 58,39 |
| 2019 | Campionatul Sud-American                     | Lima, Peru              | 7   | 400 m garduri | 58,85          |
| 2019 | Campionatul Sud-American de Juniori          | Cali, Columbia          | 4   | 100 m garduri | 13,97          |
| 2019 | Campionatul Sud-American de Juniori          | Cali, Columbia          | 1   | 400 m garduri | 57,10          |
| 2019 | Campionatul Sud-American de Juniori          | Cali, Columbia          | 2   | 4×400 m       | 3:45,96        |
| 2019 | Campionatul Panamerican de Juniori           | San José, Costa Rica    | 3   | 400 m garduri | 56,67          |
| 2021 | Campionatul Sud-American                     | Guayaquil, Ecuador      | 2   | 400 m garduri | 57,56          |
| 2021 | Campionatul Sud-American                     | Guayaquil, Ecuador      | 2   | 4×100 m       | 45,61          |
| 2021 | Campionatul Sud-American de Tineret          | Guayaquil, Ecuador      | 2   | 400 m garduri | 57,83          |
| 2021 | Campionatul Sud-American de Tineret          | Guayaquil, Ecuador      | 4   | 4×100 m       | 46,09          |
| 2021 | Campionatul Sud-American de Tineret          | Guayaquil, Ecuador      | 3   | 4×400 m       | 3:46,19        |
| 2021 | Jocurile Panamericane de Tineret             | Cali, Columbia          | 3   | 400 m garduri | 57,49          |
| 2021 | Jocurile Panamericane de Tineret             | Cali, Columbia          | 2   | 4×400 m mixtă | 3:23,79        |
| 2022 | Campionatul Sud-American de Tineret          | Cascavel, Brazilia      | 2   | 400 m garduri | 58,12          |
| 2022 | Campionatul Sud-American de Tineret          | Cascavel, Brazilia      | –   | 4×400 m mixtă | NT             |
| 2022 | Jocurile Sud-Americane                       | Asunción, Paraguay      | 1   | 400 m garduri | 57,17          |
| 2022 | Jocurile Sud-Americane                       | Asunción, Paraguay      | 1   | 4×400 m       | 3:31,30        |
| 2023 | Campionatul Sud-American                     | São Paulo, Brazilia     | 3   | 400 m garduri | 57,31          |
| 2023 | Campionatul Sud-American                     | São Paulo, Brazilia     | 1   | 4×400 m       | 3:31,39        |